# Controlul traficului aerian
Serviciul controlul traficului aerian (ATC — din engleză Air Traffic Control ), denumit în mod obișnuit controlul aerian, este un serviciu oferit de controlorii de trafic aerian aeronavelor pentru a le ajuta la executarea sigură, rapidă și eficientă a zborurilor. Este unul dintre cele trei servicii ale traficului aerian prevăzute de Convenția de la Chicago cu scopul asigurării securității transportului aerian mondial, alături de informații despre zbor și alertă. Controlul traficului aerian este supus regulilor definite de Organizația Internațională a Aviației Civile (ICAO), transpuse în legislația națională de către fiecare țară membră. 
Serviciul de control al traficului aerian este prestat în următoarele scopuri:
- prevenirea coliziunilor între aeronave sau între o aeronavă și un obstacol;
- accelerează si ordonează traficul aerian.

Acestea se deosebesc de anumite sarcini de control al traficului aerian militar efectuate în sprijinul misiunilor de recunoaștere, interceptare sau bombardare.
În funcție de țară, regiune și aerodrom, serviciul de control al traficului aerian este asigurat de companii private, organisme publice sau forțele armate.